# Sun Fast 3200
Le Sun Fast 3200 est une classe de croiseur au large, construite par les chantiers Jeanneau et conçue par l’architecte naval Daniel Andrieu.

## Historique
Le premier exemplaire construit, a été mis à l’eau en juillet 2007. En décembre 2008, une centaine d’exemplaires ont été construits dans les chantiers Jeanneau.
Il est conçu par l’architecte naval Daniel Andrieu,, principalement pour courir en équipage réduit (solo ou double) sur des courses au large, du type de la Transquadra, de la Course des Îles, ou de la SoloDuo.